# Інститут трансформації суспільства
Інститут трансформації суспільства (Інститут Олега Соскіна) — недержавна наукова фундація в Україні. Заснований в 1994 р. Провадить дослідження в галузі економічних реформ, політичної трансформації суспільства, соціології, державного управління і національної безпеки, геополітики. Видає (спільно з ІСЕМВ) журнал «Економічний часопис-XXI». Джерела фінансування внутрішньоукраїнські та міжнародні. Має 10 професійних працівників та 50 сумісників.

## Регіони діяльності
Полтава, Одеса, Суми, Херсон, Чернігів, Харків, Черкаси Тернопіль, Вінниця, Львів, Миколаїв, Донецьк, Запоріжжя, Дніпропетровськ, Луганськ, Крим, Волинь, Рівне, Житомир, Закарпаття, Івано-Франківськ, Хмельницький, Кіровоград, Чернівці, Вся Україна.

## Сфери діяльності і досліджень
Економіка, Політика, Виконавча влада, Громадянське суспільство та НДО, Малий бізнес, Екологія, Експертне опитування, АПК, Освіта, Круглі столи, Суспільство, Корисна статистика, Злочинність і правосуддя, Консультації, Регіональна політика, Приватне право, Корупція, Економічні реформи, Макроекономіка, Тренінги, Конференції, Семінари, Міжнародна економіка, Міжнародна політика, Ресурси, IT та мережа Інтернет, Національна безпека і оборона.
Інститут трансформації суспільства з 1996 р. видає науковий фаховий журнал «Економічний часопис-ХХІ».Журнал «Економічний часопис-ХХІ» входить до переліку наукових фахових видань із двох галузей наук: Економічні науки, Політичні науки Постанова Президії ВАК № 1–05/3 від 14.04.2010 р. — «Бюлетень ВАК України», № 5, 2010).
Науковий журнал «Економічний часопис-ХХІ» (Ekonomicnij Casopis-XXI / Economic Annals-XXI) внесено до 7 провідних міжнародних наукометричних баз наукових видань:
1) Scopus, Нідерланди — з липня 2013
2) Index Copernicus, Польща — з жовтня 2011
3) Ulrich's Periodicals Directory, Велика Британія, США — з травня 2012
4) EBSCOhost, США — з вересня 2012
5) Central and Eastern European Online Library (C.E.E.O.L.), Німеччина — з березня 2013
6) Российский индекс научного цитирования (РИНЦ), Росія — з березня 2013
7) Gesis Knowledge Base Social Sciences Eastern Europe, Німеччина — з липня 2010
Недержавний безприбутковий науково-дослідницький центр, що має консервативну орієнтацію і ставить за стратегічну мету — формування і укорінення у суспільстві світогляду щодо побудови в Україні ринкового середовища на засадах приватної власності, вільного підприємництва, обмеженої ролі уряду, формування середнього класу, утвердження індивідуальної свободи та традиційних національних цінностей.

## Проєкт «Мій вибір— НАТО»
1998 року Інститутом трансформації суспільства засновано проєкт «Мій вибір — НАТО», який поєднує ознаки соціальної мережі (має форум з опитуванням думок читачів) і колективного блогу в Інтернеті, створений для публікації новин, аналітичних статей, думок, пов'язаних з діяльністю НАТО. Керівник проєкту Соскін Олег Ігорович. Зазначений сайт створено за сприяння Посольства Королівства Норвегії в Україні.
Основна мета проєкту — переконання читачів у вступі України в НАТО. Це є на думку авторів сайту найкращим вибором для безпеки держави та стабільного розвитку.
Статті зазначеного сайту основані на фактах та відкритому інформуванні про НАТО:
- Що таке НАТО?
- Які цілі НАТО?
- Які цінності захищає Альянс?
- Хто є членами НАТО?
- Міфи про НАТО
- Історія НАТО
- Мережа партнерства Україна — НАТО
- Новини

та інші.